# Behrens-Werft (Hamburg)
Die Behrens Schiffs- und Schweißtechnik ist eine Werft, die 1863 von Joachim Behrens auf der Hamburger Elbinsel Finkenwerder gegründet worden ist. Die Werft führt Schiffsreparaturen und Neubauten durch, früher vorwiegend für die heimischen Fischer.

## Geschichte
Insgesamt wurden rund 100 Schiffe und etwa 100 kleinere Boote, Kähne und Jollen auf der Behrens-Werft gebaut. Die meisten Neubauten entstanden bis zum Ersten Weltkrieg. Das Neubauprogramm umfasste damals vorwiegend Fischewer mit etwa 30 bis 50 BT, einige Heringslogger, Frachtewer und Schuten. Ab 1910 fertigte Behrens auch einige Kutter. Die Werft wurde 1991 an Brych & Sieber verkauft.
Das Unternehmen Behrens Schiffs- und Schweißtechnik führt Reparaturen sowie Umbauten durch und stellt daneben auch neue Schiffe her. Im Jahr 2007 entstanden auf der Werft vier Hafenbarkassen für die Rainer Abicht Elbreederei.

## Erhaltene Traditions- und Museumsschiffe
Einige der bei Behrens gebauten Schiffe sind als Traditions- und Museumsschiffe erhalten geblieben:
- der 1904 gebaute Gaffelschoner Hermine ist der einzige noch ganz aus Holz gefertigte Gaffelschoner in Deutschland, er steht als maritimes Denkmal in Cuxhaven,
- der 1904 gebaute Elbfischkutter Greta (HF 452) wird von der Stiftung Hamburg Maritim unterhalten,
- der 1911 gebaute Gaffelkutter Margaretha hatte seinen Liegeplatz im Museumshafen Büsum und gehörte dem gleichnamigen Verein, er wurde 2022 abgewrackt
- der 1936 gebaute Kutter Wilma (HF 329) wurde in den 1980er Jahren zur Yacht umgebaut, das ab 2011 wieder instand gesetzte Traditionsschiff ist für Fahrten mit bis zu 12 Personen ausgelegt.

Im Jahr 1984 wurde das 1928 auf der Sietas-Werft erbaute hölzerne Schiff Präsident Freiherr von Maltzahn auf der Behrens-Werft für den Museumshafen Oevelgönne e.V. wieder instand gesetzt. Es wurden viele Holzteile erneuert und eine neue Motorenanlage eingebaut.

## Galerie

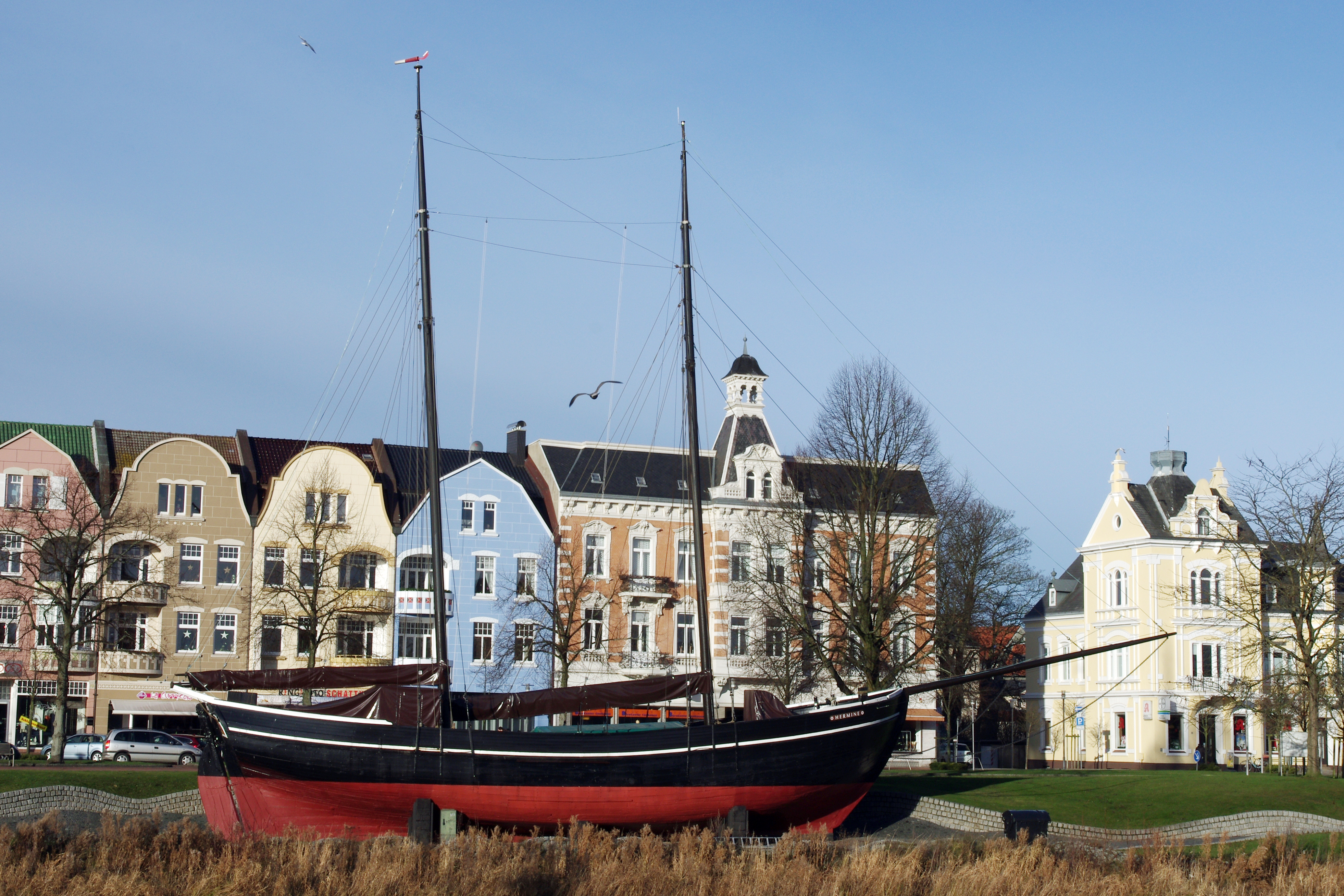
Die 1904 gefertigte Hermine als Denkmal am Schleusenpriel in Cuxhaven
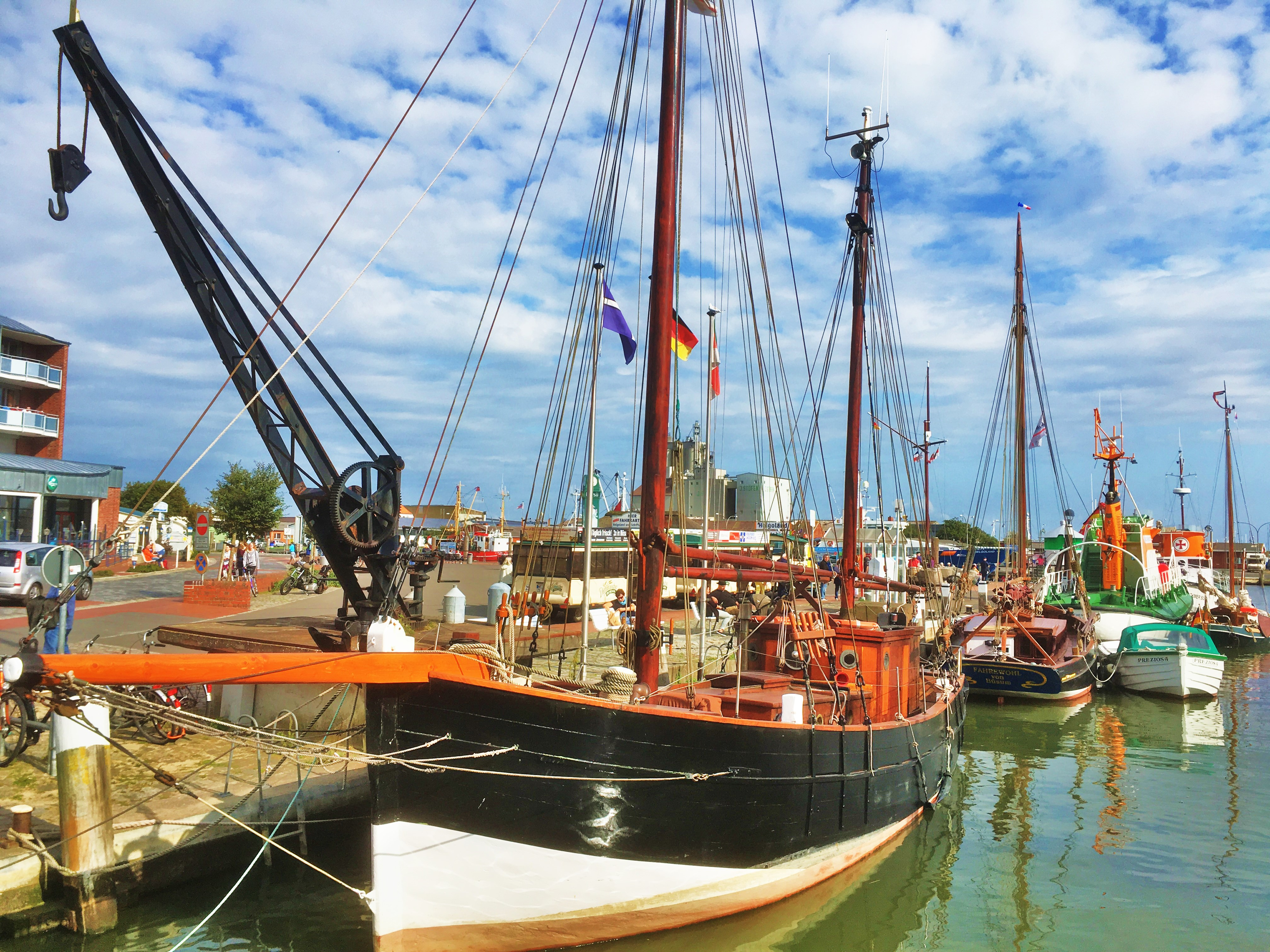
Die 1911 gebaute Margaretha im Museumshafen Büsum
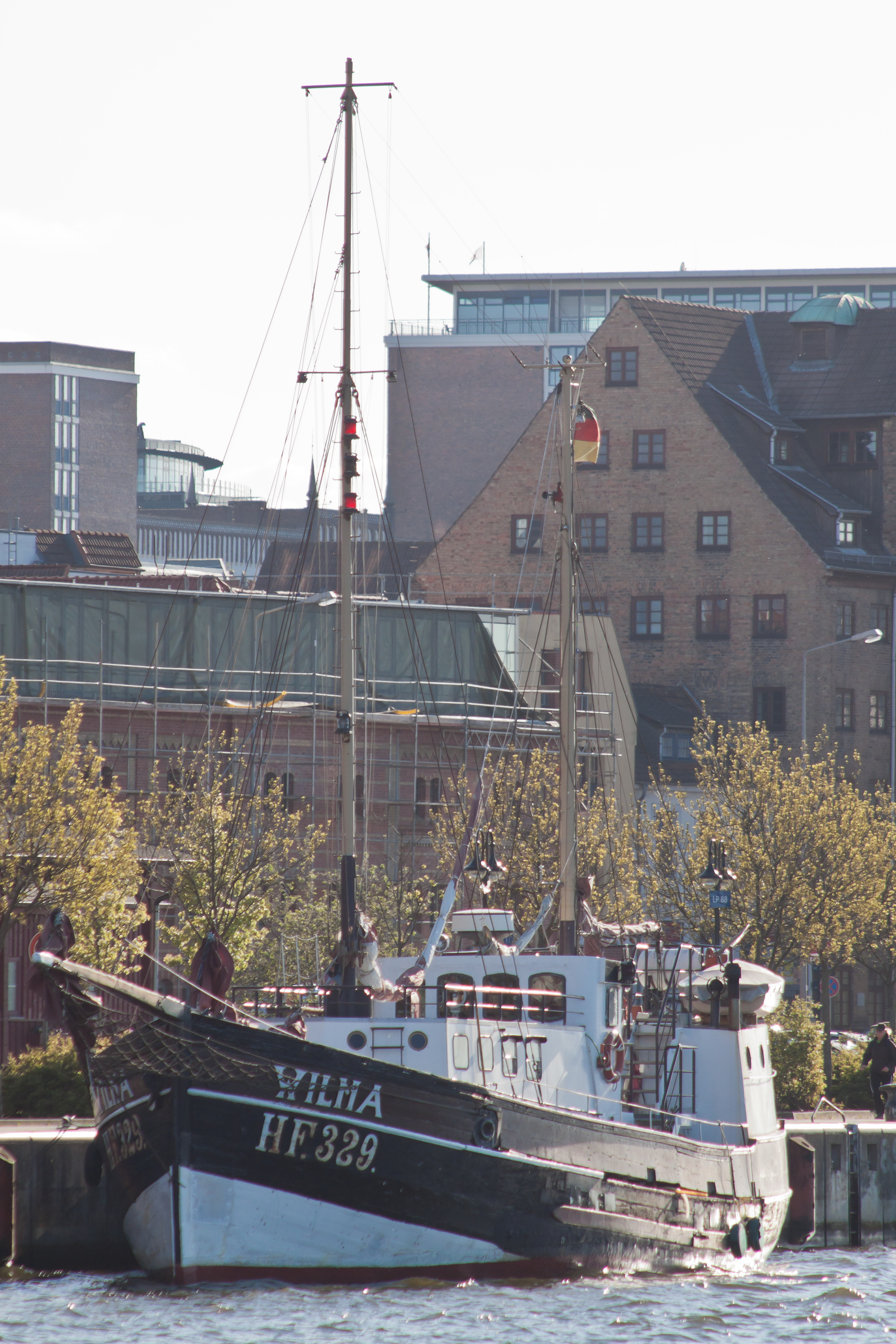
Der 1936 gebaute Kutter Wilma (HF 329) in Rostock
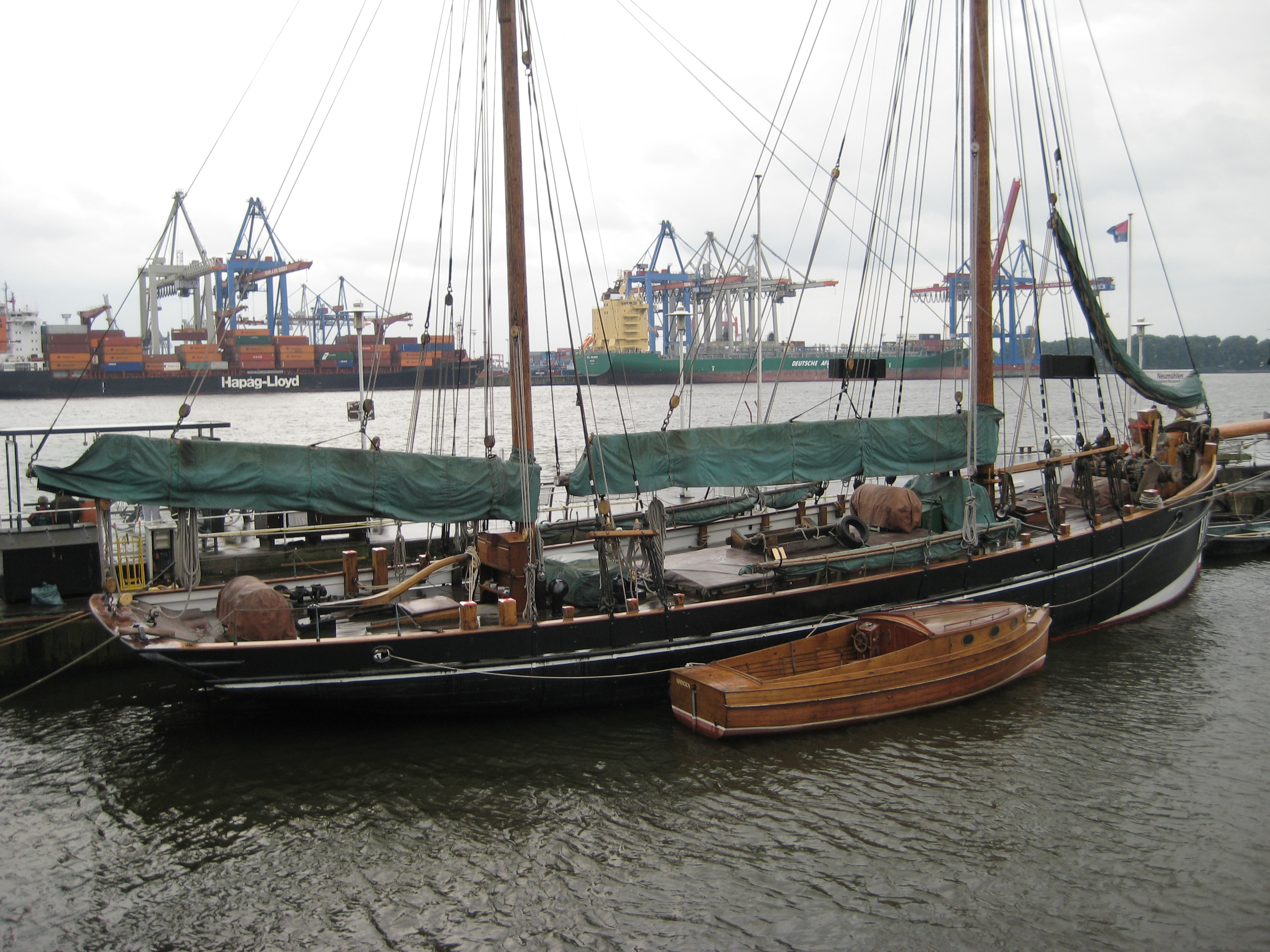
Die 1984 bei Behrens instand gesetzte Präsident Freiherr von Maltzahn
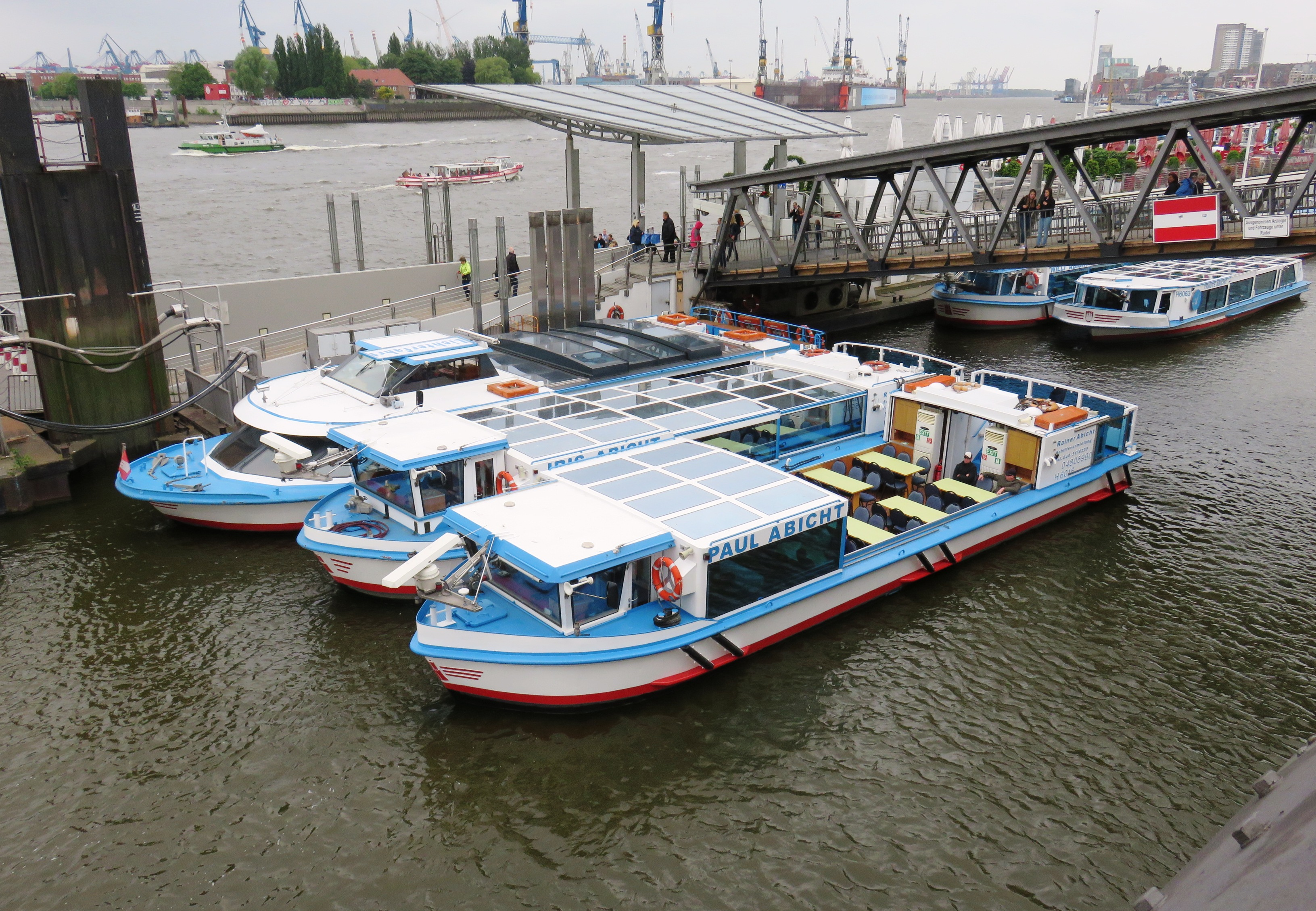
Die 2007 gebauten Barkassen Iris Albicht und Paul Albicht (im Vordergrund)